# Tomomi Inada
Tomomi Inada (稲田 朋美, Inada Tomomi), née à Echizen le 20 février 1959, est une avocate et femme politique japonaise, membre du Parti libéral-démocrate et représentant la première circonscription de la préfecture de Fukui à la Chambre des représentants. Elle est nommée à plusieurs postes au sein de différents gouvernements, notamment ministre de la Défense dans le gouvernement Abe III. Elle conserve après son passage au gouvernement plusieurs postes clés au sein de l'organigramme du PLD.
Considérée comme conservatrice et affiliée au lobby révisionniste Nippon Kaigi, Inada nie l’implication de l’armée japonaise dans l'exploitation des femmes de réconfort, remet en question le consensus international autour du nombre de victimes du massacre de Nankin et est favorable à la visite par les membres du gouvernement du sanctuaire Yasukuni, sanctuaire shinto, considéré par certains comme l'un des symboles nationalistes du Japon, qu'elle visite régulièrement. Parallèlement, elle défend ouvertement les droits des personnes LGBT+, une posture peu partagée au sein de sa famille politique, et milite pour une meilleure inclusion des femmes dans la politique japonaise.

## Jeunesse, études et carrière pré-électorale
Inada naît le 20 février 1959 à Echizen, dans la préfecture de Fukui. Elle effectue ses études supérieures à l’université Waseda, où elle étudie le droit. Elle obtient son diplôme en 1981, et devient avocate en 1985.
Durant sa carrière d'avocate, elle représente notamment le gouvernement lors d’un procès relatif à la visite d’un Premier ministre au sanctuaire Yasukuni, les familles des auteurs du concours de décapitation de 100 personnes lors d’un procès en diffamation, ainsi que les plaignants lors d’un autre procès en diffamation contre Kenzaburō Ōe et la maison d’édition Iwanami Shoten,.

## Carrière électorale

### Débuts en politique

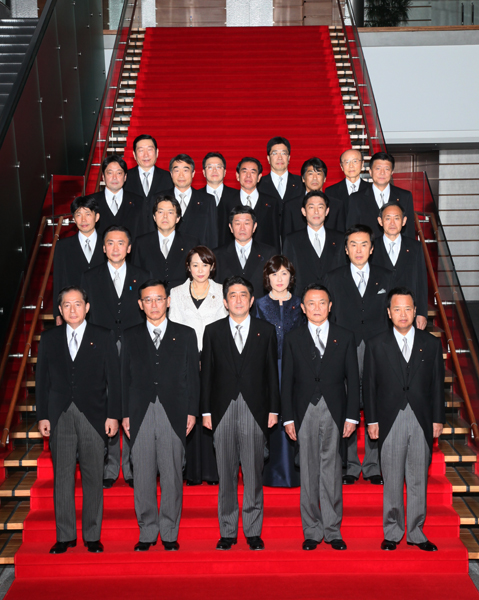
Le gouvernement Abe II, dans lequel Inada (au deuxième rang, à droite), est nommée ministre d'État.

Tomomi Inada commence sa carrière politique en 2005, après avoir été approchée par Shinzō Abe. Alors sympathisante du Parti libéral-démocrate, elle est approchée par Abe pour représenter le PLD dans la première circonscription de la préfecture de Fukui lors des élections législatives de la même année. La circonscription était tenue jusqu'alors par Isao Matsumiya (ja), lui aussi membre du PLD, mais s'étant opposé au gouvernement Koizumi au sujet de la réforme de la privatisation postale. Inada accepte, remporte l'élection face à Matsumiya, et fait son entrée à la Diète du Japon. Elle fait face à de nombreuses remarques de la part de ses parents, opposés à son entrée en politique.
Candidate à sa réélection, Inada est réélue lors des élections législatives de 2009 et 2012. Elle reste proche de Shinzō Abe, qui la considère comme l'un de ses potentiels successeurs. À partir d'octobre 2012, elle occupe des places plus importantes dans l'organigramme du PLD, président notamment le centre de recherche politique du parti et la commission des affaires judiciaires du PLD,,, une position qu'elle occupe jusqu'en 2016.
Le 26 décembre 2012, elle est nommée dans le gouvernement Abe II au poste de ministre d'État chargée de la Réforme règlementaire, administrative et de la fonction publique, ainsi que ministre d'État chargée de la stratégie Cool Japan. Elle est réélue à l'issue des élections législatives japonaises de 2014, mais ne conserve pas ses portefeuilles ministériels à l'issue de la formation du gouvernement Abe III,.

### Ministre de la Défense de Shinzō Abe

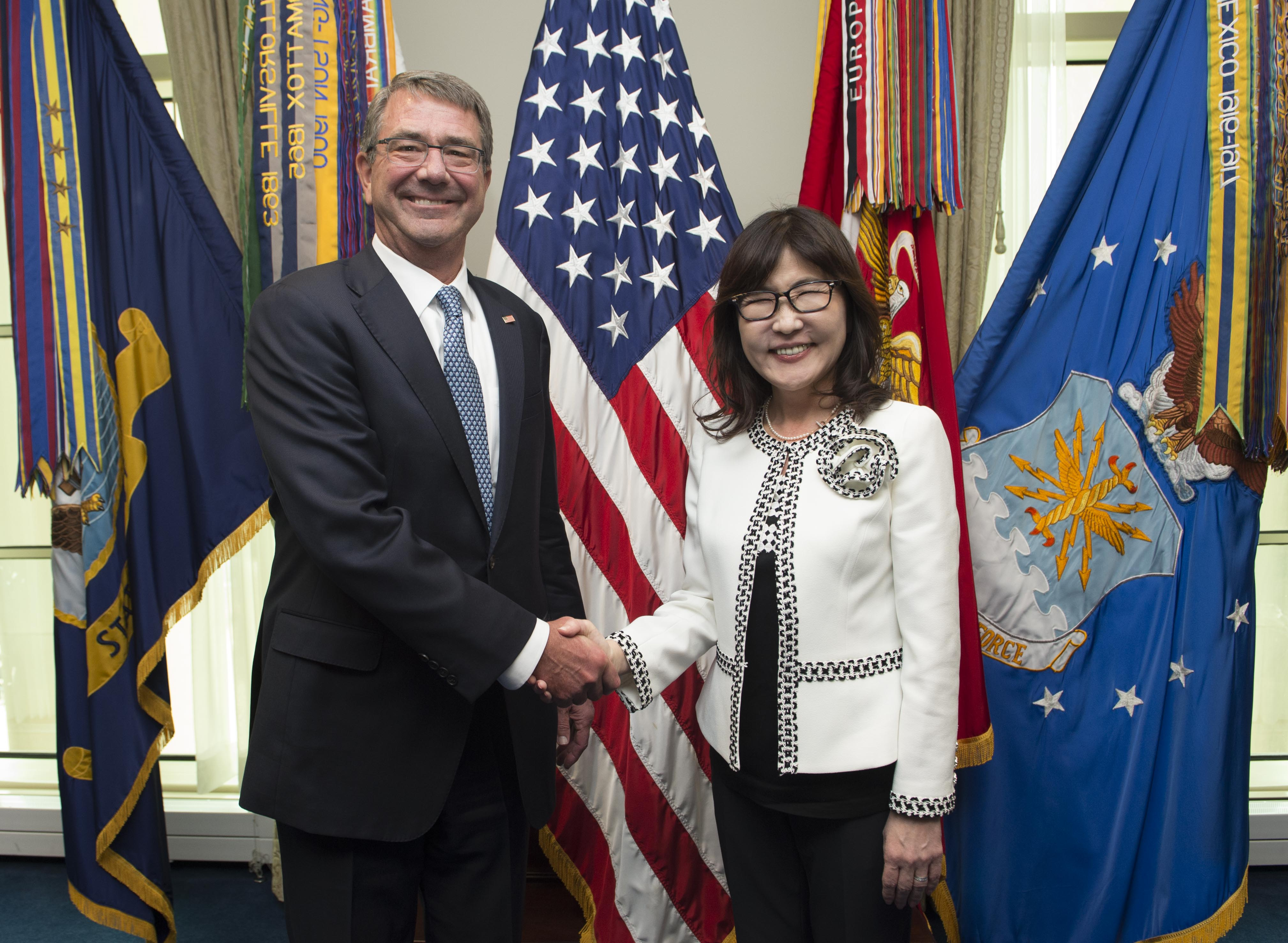
Tomomi Inada, alors ministre de la Défense, et Ashton Carter, son homologue américain, en 2016.

Le 3 août 2016, Inada est nommée ministre de la Défense du Japon, la deuxième femme à occuper ce poste après Yuriko Koike,. 
Son mandat est marqué par une augmentation des activités militaires japonaises dans le monde, notamment par des exercices bilatéraux avec les États-Unis en mer de Chine, et des missions de maintien de la paix au Soudan du Sud,.  
Elle démissionne de ce poste le 28 juillet 2017 après un scandale dans son ministère de rétention d'informations relatives au séjour des Forces d'autodéfense au Soudan du Sud, faisant état de conflits entre les FAD et les troupes rebelles, ce qui est interdit par la Constitution japonaise,,. Une partie des hauts fonctionnaires de son ministère démissionne également. Fumio Kishida, alors ministre des Affaires étrangères, est en réponse nommé par intérim à sa succession,.

### Après le gouvernement
Considérée un temps comme un des potentiels successeurs de Shinzō Abe,, ses différentes gaffes à répétition l'ont écartée du pouvoir, et, bien qu'intéressée, elle n'est pas candidate en 2021 à la présidence du PLD,,,,. Ses différentes prises de positions sur la représentation des femmes en politique l'antagonisent également au sein de son parti, et lui font perdre le soutien de Abe,,,.
Inada, après son passage au gouvernement, continue à tenir des positions clés dans l'organigramme du PLD et son bureau exécutif, devenant notamment secrétaire générale du parti par intérim en 2023,. Lors des élections législatives japonaises anticipées déclenchées par le Premier ministre Shigeru Ishiba en octobre 2024, elle se représente dans son fief de la première circonscription de la préfecture de Fukui, et est réélue pour un septième mandat,.

## Prises de positions

### Révisionnisme historique
Affiliée au lobby révisionniste Nippon Kaigi, Tomomi Inada a exprimé ses vues conservatrices dans plusieurs livres,, notamment dans l'ouvrage collectif Les assassins du Japon, où est défendue l'idée que l'âme, la souveraineté, l'intégrité nationale et l'identité du Japon sont sans cesse menacées par des influences extérieures, particulièrement depuis la défaite et l'occupation de 1945. Selon elle, il faudrait se débarrasser de ces apports étrangers, qui se marquent notamment dans les traités internationaux signés par le Japon.
Similairement, Tomomi Inada considère que le massacre de Nankin est un mensonge,. Elle soutient notamment le film révisionniste de Satoru Mizushima  The Truth About Nanjing, et a écrit plusieurs livres ayant pour but de démontrer l'inauthenticité de plusieurs évènements clés de ce massacre,. Inversement, elle a fortement et publiquement critiqué le film Yasukuni de Li Ying et déploré qu’il ait reçu un subside de l’État japonais.
Tomomi Inada est proche du groupe raciste anti-coréen Zaitokukai, et nie également l’implication de l’armée japonaise dans le cas des femmes de réconfort,.
Elle est également favorable à la visite par les membres du gouvernement du sanctuaire Yasukuni, sanctuaire shinto, considéré par certains comme l'un des symboles nationalistes du Japon, mais également de son passé colonialiste. Elle-même s'y rendit publiquement alors qu'elle était ministre en avril 2013,,. Elle s'y rend également alors qu'elle est ministre de la Défense en exercice, interférant avec un exercice diplomatique de Shinzō Abe,,.

### Égalité des genres et droits LGBT+

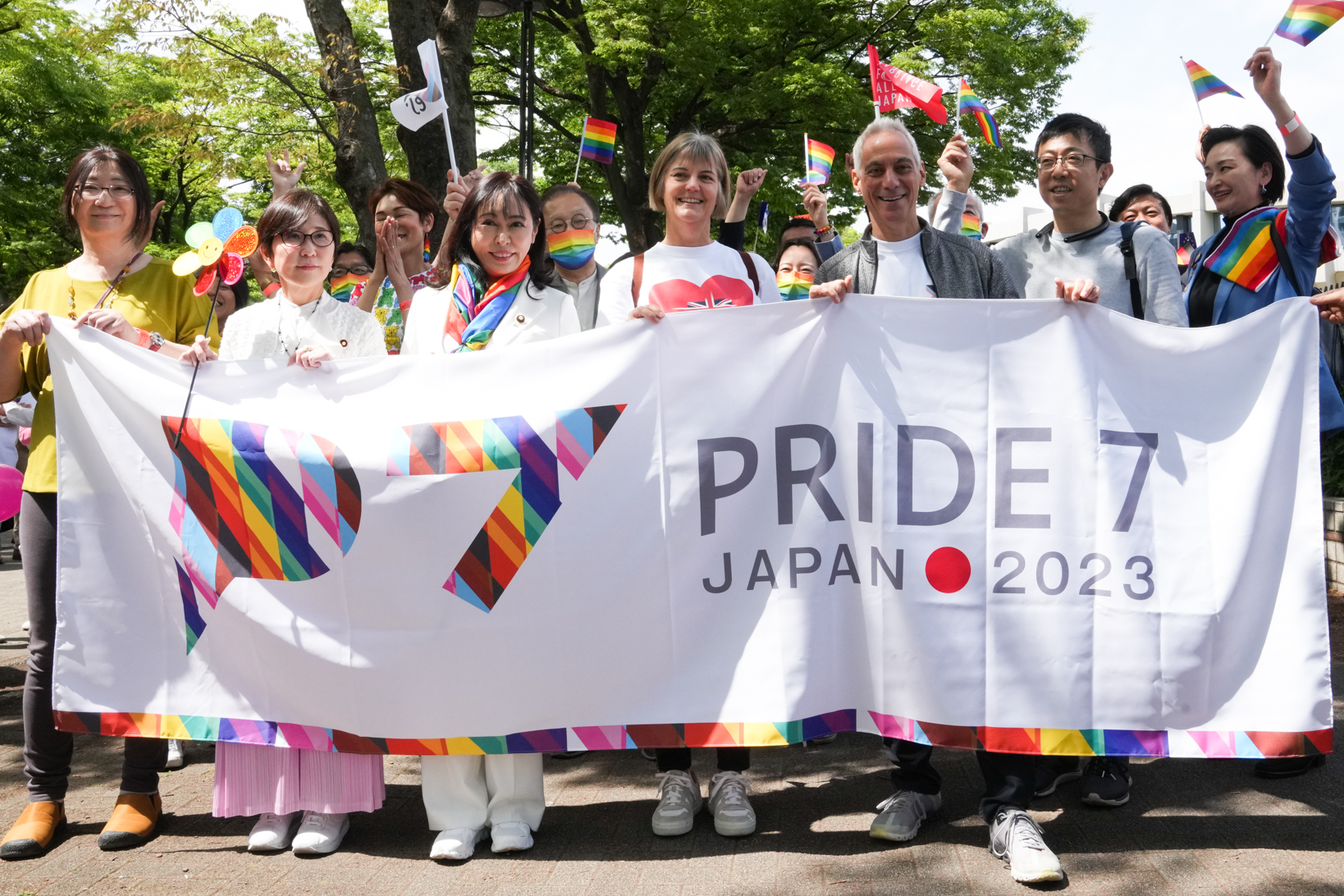
Tomomi Inada, Masako Mori, Rahm Emanuel et Harumi Yoshida lors de la Marche des Fiertés de Tokyo en 2023.

En 2020, Inada cosigne un ouvrage rédigé par 10 femmes parlementaires, qui défend des quotas de femmes en politique et une loi sur la parité. Lors de la campagne interne au PLD pour la succession de Shinzō Abe, elle remet avec des consœurs plusieurs propositions allant dans ce sens aux candidats mais regrette a posteriori que celles-ci « n'ont pas été prises au sérieux ». De manière similaire, alors qu'elle se déclarait initialement opposée aux tentatives de changer la loi japonaise qui impose aux conjoints de porter le même nom,, elle déclare en 2020 avoir changé de position sur le sujet, et déclare comprendre le besoin pour les femmes japonaises de se sentir mieux représentées,,. Elle tient également plusieurs discours sur la nécessité des femmes à s'engager en politique.
Inada critique ouvertement le manque d'accessibilité pour les femmes de son parti à des postes importants, notamment celui de Premier ministre, estimant que « seule une crise majeure au sein du PLD pourrait permettre l'ascension d'une femme à la tête du parti »,,,. Elle se heurte notamment, au sein de son propre parti, à de nombreuses brimades à la suite de ses prises de positions en faveur des mères célibataires, estimées comme étant trop féministes et progressistes, et en opposition avec les valeurs familiales traditionnelles promues par le PLD,,. Inada crée également plusieurs groupes parlementaires exclusivement féminins, ayant pour but de promouvoir l'accession des femmes à des postes plus importants au sein de l'organigramme de son parti.
En 2015, elle crée une commission chargée de réfléchir aux questions liées aux personnes LGBT au sein du PLD. Sa position personnelle sur ce thème, initialement hostile à des droits particuliers pour les LGBT, aurait changé après avoir rencontré des personnalités LGBT américaines conservatrices. En décembre 2015, elle écrit sur son blog qu'« il est du devoir des personnalités politiques de créer une société où tout le monde a sa chance » et qu'il faut inclure les couples LGBT dans la politique nataliste du Japon. Pour elle, il n'est pas question de politique conservatrice ou libérale concernant ces problématiques, mais de droits humains, que le Japon doit défendre,.
Elle est en 2021 à l'origine d'une proposition de loi et d'une campagne de sensibilisation sur les problématiques spécifiques rencontrées par les personnes LGBT, proposition initialement refusée par son parti,, puis acceptée sous l'administration Kishida en 2023.

### Prises de positions diverses
Comme la majorité des représentants de son parti, Inada fait la promotion des Abenomics, politique économique japonaise promue par le Premier ministre Shinzō Abe. Elle estime également que l'énergie nucléaire est nécessaire à la contribution énergétique japonaise pour le moment, même si l'armement nucléaire ne devrait pas être envisagé. En outre, elle souhaite une révision de la constitution antimilitariste du Japon,,, ainsi qu'une augmentation des capacités de défense du Japon. Inada décrit son courant de pensée politique par ce slogan « tradition et créativité ».
Inada est également opposée à l'acceptation de travailleurs étrangers sur le sol japonais.

## Controverses

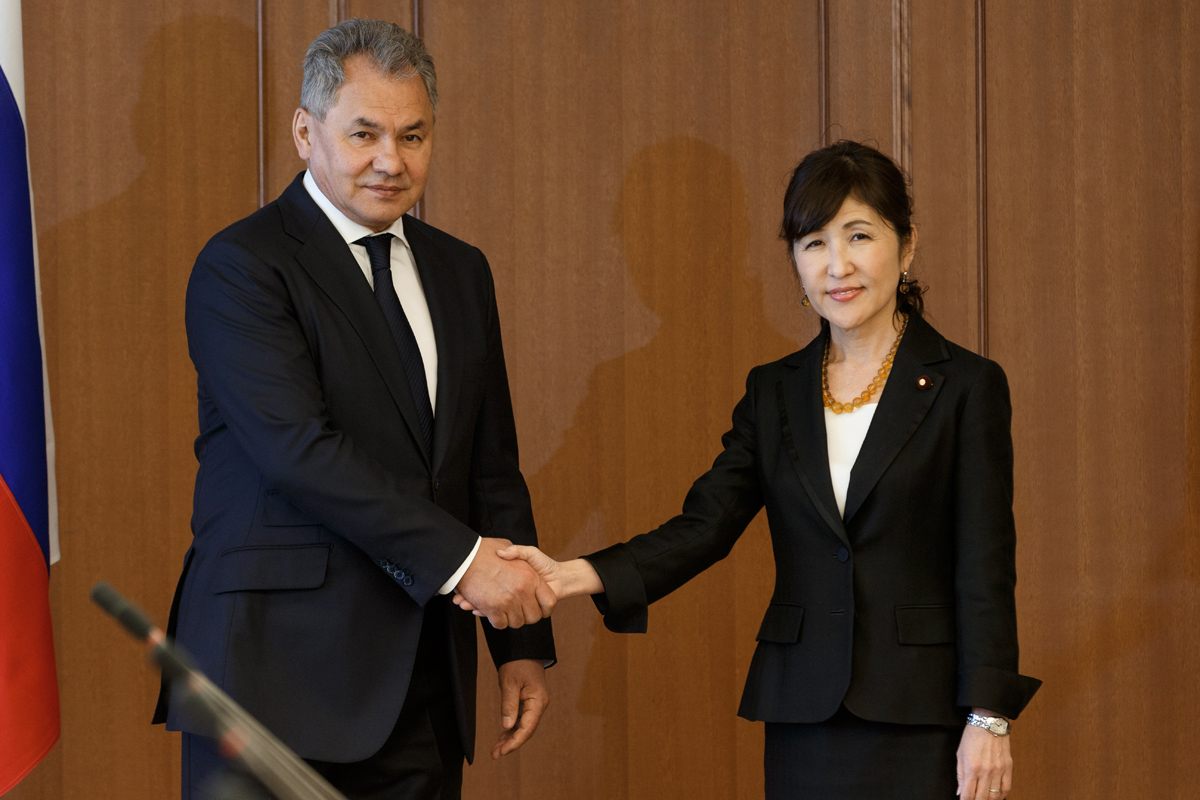
Inada et son homologue russe Sergueï Choïgou en 2017.

En août 2011, avec d’autres parlementaires nationalistes du PLD, elle se voit refuser l'entrée du territoire coréen, alors qu'elle se rend sur l’île Ulleungdo, la base de contrôle des rochers Liancourt, territoire contesté à l'origine d'un contentieux entre Japon et Corée du Sud,. De manière similaire, en 2024, alors qu'elle est secrétaire générale du PLD et directrice d'un groupe parlementaire chargée du développement des îles Senkaku, elles aussi à l'origine d'un contentieux territorial, elle se rend sur les îlots inhabités, provoquant des réactions indignées de la Chine. 
En 2014, Inada a posé souriante aux côtés de Kazunari Yamada, leader du Parti national-socialiste des travailleurs japonais, qui a fait l'éloge d'Adolf Hitler et des attentats du 11 septembre 2001 sur le World Trade Center,. Après la publication de la photo par la presse, elle déclara ne pas être au courant de l'identité de l'homme. Un membre de l'équipe de Sanae Takaichi, ministre des Affaires intérieures, également présente sur la photo, déclara qu'il s'agissait d'un assistant d'un journaliste, et que « nous ne savions pas qui il était à ce moment-là, mais il a demandé une photo ».
Lors de la campagne pour les élections municipales de Tokyo, le 27 juin 2017, Inada a déclaré qu'un candidat de son parti bénéficiait de l'appui du ministère de la Défense et des Forces d’autodéfense,. Comme celles-ci sont censées être politiquement neutres, cette déclaration a été très critiquée, et cela a forcé le Premier ministre Shinzō Abe et Inada à présenter leurs excuses. La même année, elle se retrouve impliquée dans le scandale Moritomo Gakuen,.
En 2023, Inada est impliquée dans l'affaire de la caisse noire du PLD, bien qu'elle déclare ne pas avoir eu connaissance de l'existence des comptes l'incriminant. Elle annonce immédiatement rembourser au parti l'argent, non utilisé,.

## Vie privée
Inada est mariée et mère de deux enfants. Elle déclare parmi ses passe-temps apprécier la lecture et la course. Elle déclare également s'inspirer de Saigō Takamori, une figure politique ayant joué un rôle clé dans la restauration de Meiji, comme l'une de ses inspirations politiques.
Afin de marquer son appartenance à la préfecture de Fukui, dont elle est originaire, Inada accessoirise son style vestimentaire avec des collants en résille et des lunettes artisanales, spécifiquement fabriquées dans sa préfecture natale,. C'est également une amatrice de course à pied.